# Bócsa
Pour les articles homonymes, voir Bocșa.

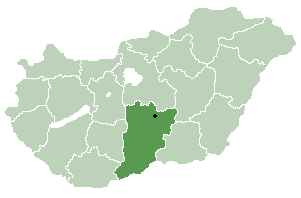
Le département (ou comitat) hongrois de Bács-Kiskun et son chef-lieu Kecskemét

Bócsa est un village et une commune du département (ou comitat) de Bács-Kiskun en Hongrie.

## Géographie
Bócsa est situé à 40 km au sud-ouest de la ville de Kecskemét et à 120 km au sud-sud-est de la capitale hongroise Budapest.

## Histoire
Le lieu est mentionné en 1436 comme Boycha-szállás, nom donné à partir du nom propre d'un seigneur, Boycha (Bojcsa en orthographe moderne).

## Personnages célèbres
- Mihály Sárközy de Nagy-Bócsa (XVIIe siècle) : Hongrois ancêtre du Président de la République française Nicolas Sarkozy.